# Naissance de la civilisation
La Naissance de la civilisation, appelée aussi la fontaine de Janus, est une fontaine située à l'extrémité nord-est de la place Broglie à Strasbourg.

## Description
Installée au nord de l'opéra, au bord du canal du Faux-Rempart, dans le square Markos-Botzaris, la fontaine a été créée par le dessinateur et illustrateur Tomi Ungerer à l'occasion du bimillénaire de sa ville natale en 1988.
Janus, célèbre dieu romain avec ses deux visages symbolise la double identité, franco-allemande, de la ville. Un visage regarde vers le centre historique et l'autre vers la Neustadt. Les deux faces de ce dieu ambivalent symbolisent la double identité alsacienne, et contemplent le passé et l’avenir.
Le morceau d’aqueduc, formé de 5 000 briques maçonnées autour d’une structure en béton armé, rappelle les origines romaines de la cité (même si aucun aqueduc n'a été retrouvé à Strasbourg).
D'un côté on trouve l’inscription « Argentoratum MM » (Argentoratum étant le nom latin de Strasbourg) et de l'autre « Strasbourg 2000 ».